# Mowag Eagle
MOWAG Eagle (укр. Орел) — колісний броньований автомобіль розроблений швейцарським підприємством MOWAG. Існує декілька поколінь цієї машини. Eagle IV — останнє покоління, представлене в листопаді 2003 року основане на шасі Duro IIIP. Перше покоління MOWAG Eagle було побудоване на шасі американського Humvee, наступні покоління машини, Eagle II та Eagle III побудовані на основі шасі Humvee ECV.
Модульний варіант з колісною формулою 6x6 створений для тендеру Австралійської армії був представлений на виставці Eurostatory у 2012 році.

## Оператори

### Eagle I, II, III
- Армія Швейцарії — на озброєнні знаходиться 329 машин Eagle I та II в ролі мобільних машин розвідки (нім. Aufklärungsfahrzeug), обладнані кулеметом 7.5 мм Pz Mg 51/71⁣, а також приладами інфрачервоного бачення та радіозв'язку.[3] Їх позначають як Aufklärungsfahrzeug 93 та Aufklärungsfahrzeug 97 відповідно. 120 машин Eagle III були придбані у 2003 році в ролі мобільних коригувальників артилерійського вогню з істотним поліпшенням засобів зв'язку та спостереження (однак, без наявного в попередніх модифікаціях кулемета).
- Армія Данії — 36 машин Eagle I,[2] позначених як Spejdervogn M/95. Нині, машини M/95 використовують без турелі MKB-2.

### Eagle IV
- поліція кантону Цюрих має 1 машину Eagle IV, що знаходиться в аеропорту Цюриха.
- Армія Данії — 90[4]
- Армія Німеччини — планується 672 (473[5] вже замовлено + 20 броньованих машин медичної допомоги, 90 машин мали бути замовлені у 2011 році[6]), постачається починаючи з 2008 року[7][8] як частина програми GFF.
- Федеральна поліція Німеччини — 10 машин.[9]

## Досвід використання

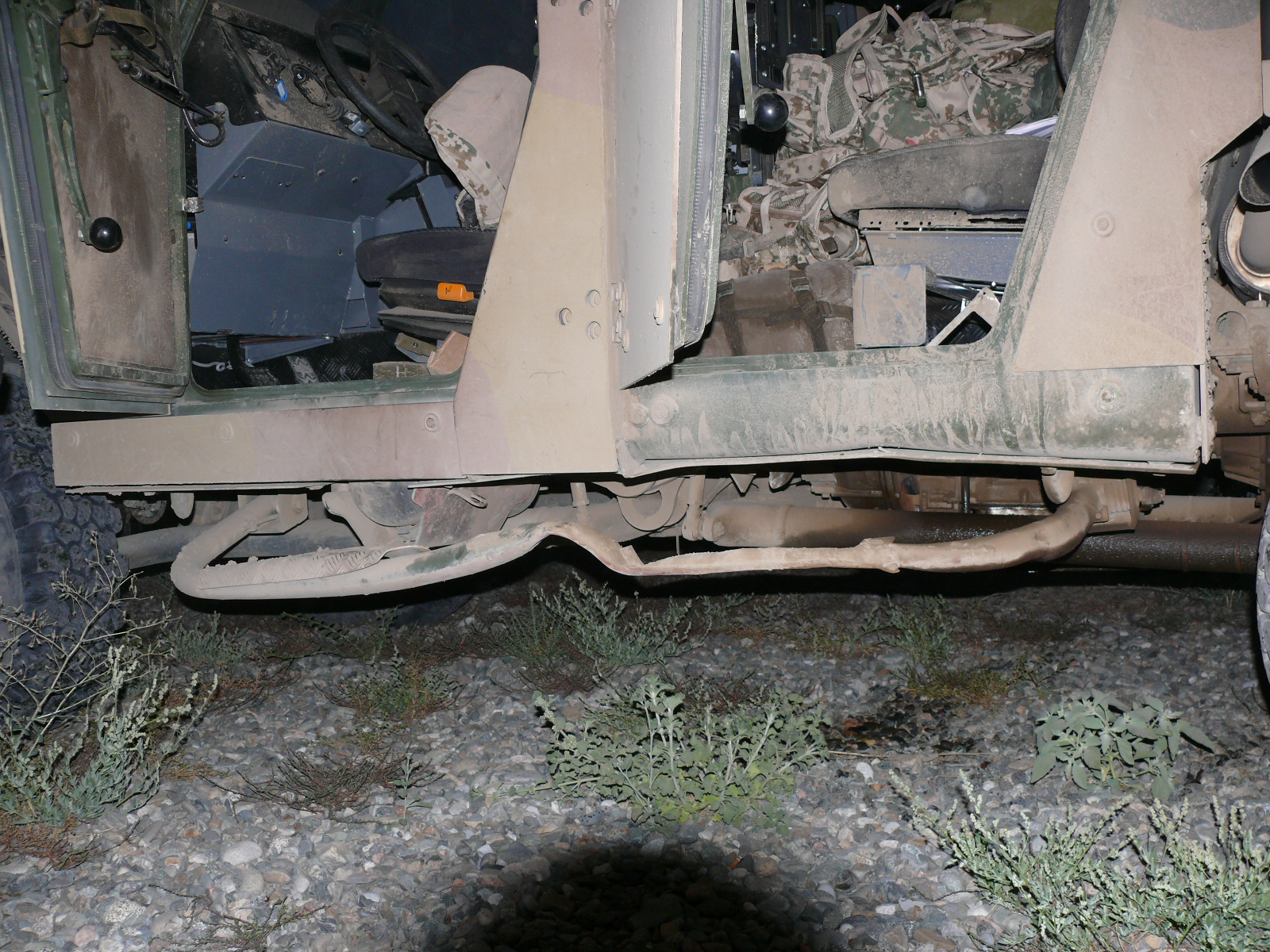
Пошкоджений Eagle IV, 9 липня 2009 р.

9 липня 2009 року військовий патруль Бундесверу в Файзабаді підірвався на саморобному вибуховому пристрої. Через незначне завантаження та детонацію під порожнім сидінням, весь екіпаж та пасажири (всього 3 особи) залишились неушкодженими, проте машина була пошкоджена, і її довелось тягнути на буксирі. Цей випадок показав, що протимінний захист цих машин недостатній. Вибух зірвав обидві ліві двері, а також люк на даху. Обладнання та устаткування з незайнятого заднього лівого сидіння, під яким стався вибух, віднесло на 5 метрів від машини.
15 квітня 2010 року внаслідок підриву на потужному саморобному вибуховому пристрої загинули три солдати Бундесверу неподалік міста Баглан при ескортуванні солдатів афганської армії. Їхня машина була повністю знищена.

## Галерея

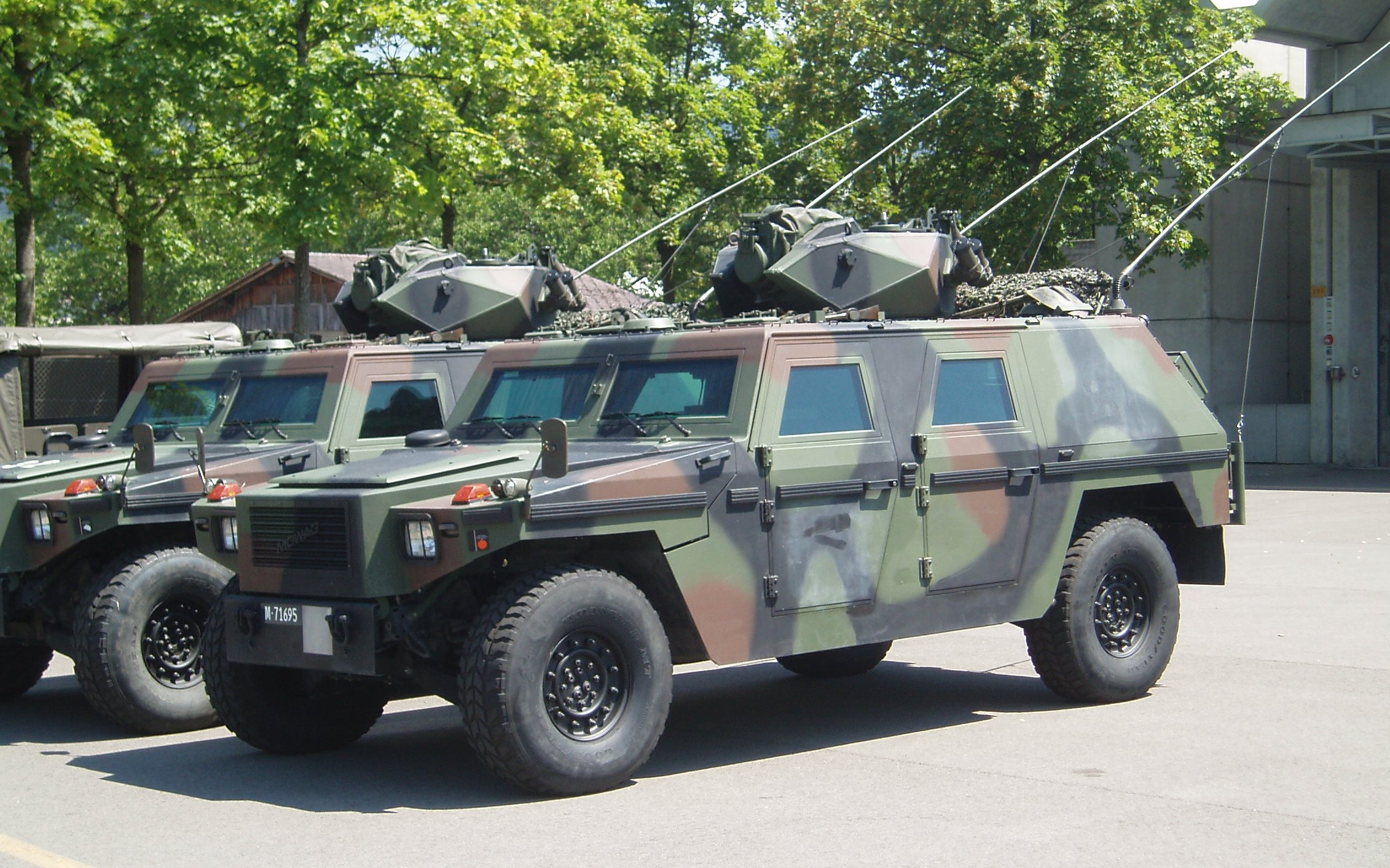
Eagle II: Швейцарських розвідувальних підрозділів
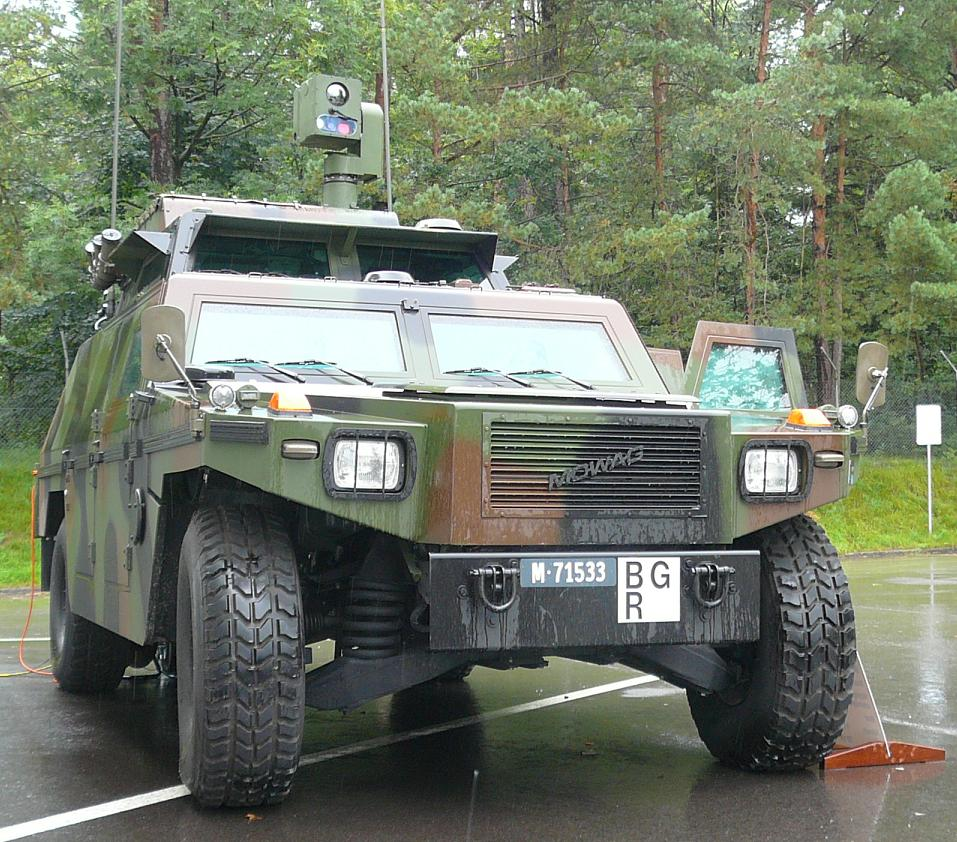
Eagle III: Швейцарських розвідувальних підрозділів
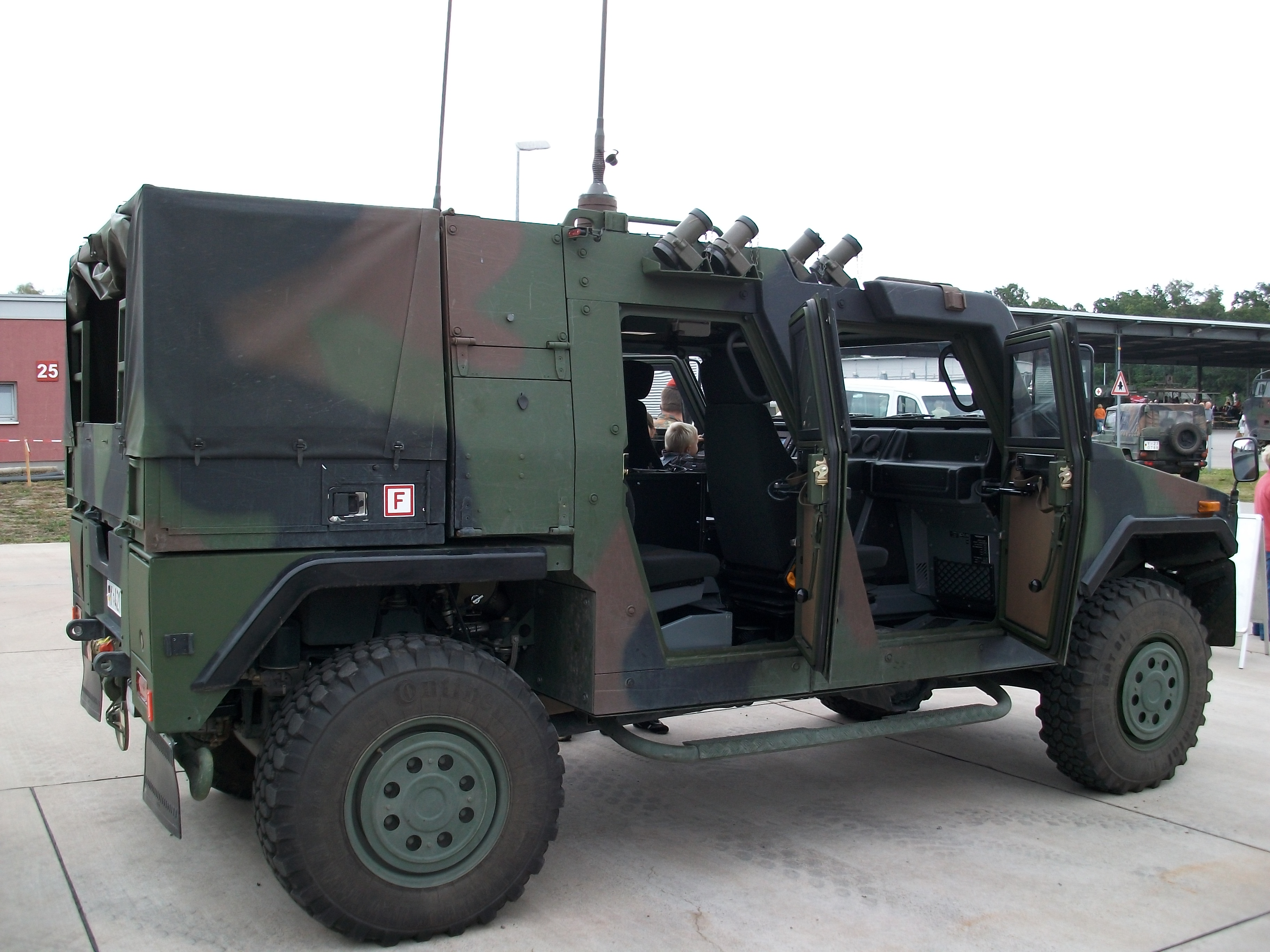
Eagle IV: вигляд з боку, машина Німецьких військ
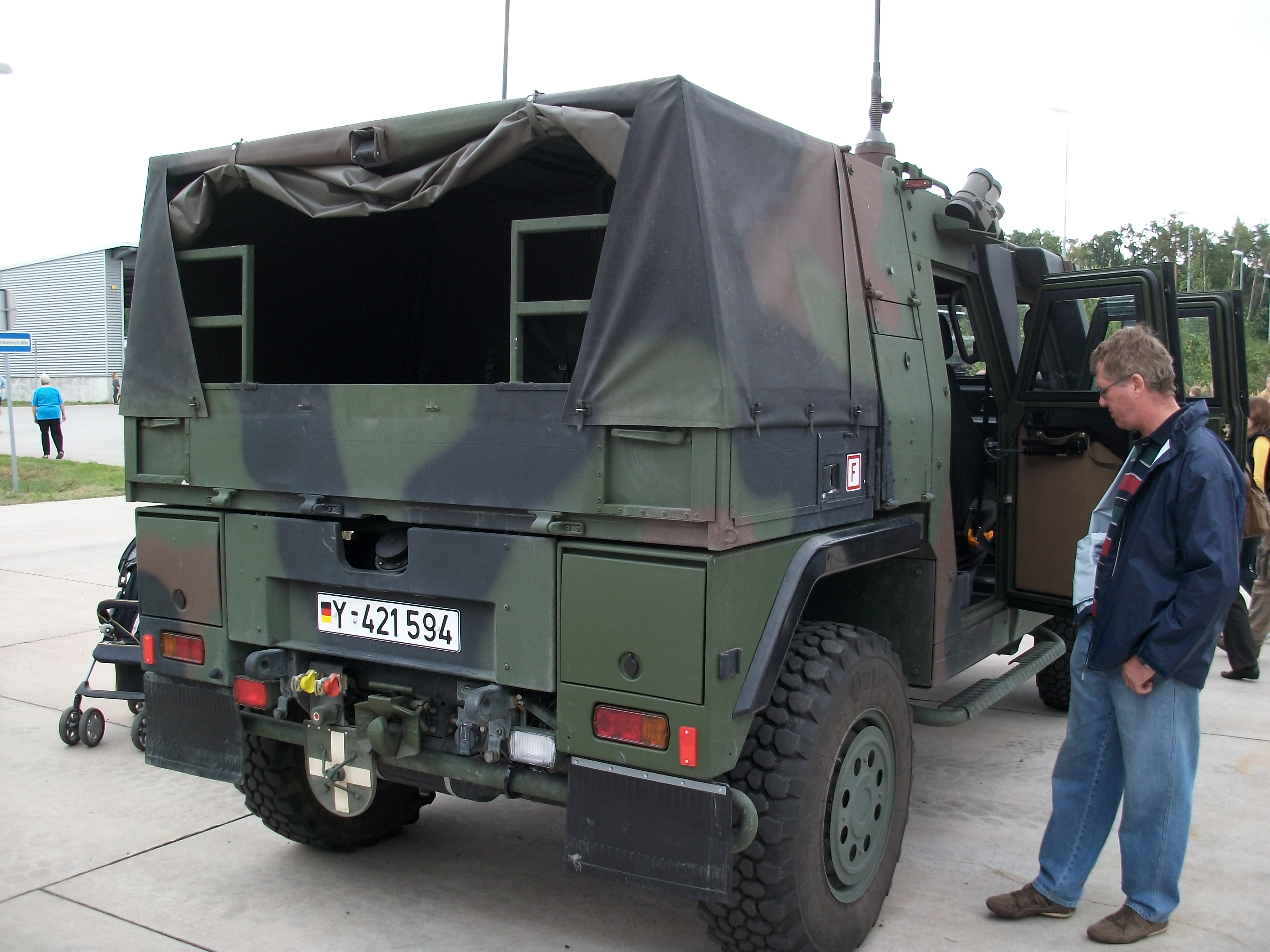
Eagle IV: вигляд з заду